# Cauê Santos
Cauê Vinícius dos Santos (Ituverava, 16 november 2002), voetbalnaam Cauê, is een Braziliaans voetballer die sinds januari 2022 uitkomt voor Lommel SK.

## Carrière

### Brazilië
Cauê genoot zijn jeugdopleiding bij Grêmio Novorizontino. Op 21 maart 2019 maakte hij er zijn officiële debuut in het eerste elftal: in de Campeonato Paulista, het staatskampioenschap van São Paulo, mocht hij tegen Associação Ferroviária de Esportes in de 76e minuut invallen voor Felipe Alves. Later dat jaar leende de club hem uit aan Corinthians, waar hij aanvankelijk aansloot bij de jeugd maar later doorstroomde naar het eerste elftal.
Op 12 april 2021 scoorde hij zijn eerste officiële doelpunt voor Corinthians: in de Campeonato Paulista scoorde hij het enige doelpunt van de wedstrijd tegen Guarani FC. Op 7 mei 2021 opende hij ook zijn internationale doelpuntenrekening: in de groepsfase van de Copa Sudamericana scoorde hij op de derde speeldag tegen Sport Huancayo.

### Lommel SK
In januari 2022 ondertekende Cauê een contract tot medio 2026 bij de Belgische tweedeklasser Lommel SK. Hij kwam er met Caio Roque, Diego Rosa en Arthur Sales drie landgenoten tegen.
Cauê maakte op 6 februari 2022 zijn officiële debuut voor Lommel: in de competitiewedstrijd tegen KVC Westerlo (3-0-verlies) liet interim-trainer Luiz Felipe hem tijdens de rust invallen. In zijn tweede officiële wedstrijd, een thuiswedstrijd tegen Excelsior Virton, was hij goed voor twee goals in de 3-0-zege tegen de hekkensluiter. Cauê hielp zijn club zo aan een belangrijke zege, want de kloof tussen Lommel en Virton groeide zo uit tot vijf punten. Een week later scoorde hij ook in het 1-1-gelijkspel tegen KMSK Deinze.